# Vietnam Coast Guard
Vietnam Coast Guard (VCG; Vietnamesiska: Cảnh sát biển Việt Nam) är Vietnams kustbevakning. VCG ingår i Vietnams folkarmé och lyder under Vietnams försvarsdepartement. Kustbevakningen bildades på 1990-talet och upprätthåller sjösäkerhet inom och försvar av landets exklusiva ekonomiska zon (EEZ) enligt FN:s havsrättskonvention. Uppgiften innebär också assistans och beskydd av vietnamesiska fiskare och förhindra smuggling och sjöröveri i vietnamesiska vatten.

## Historia
Efter Vietnamkrigets slut bevakades kusten av Vietnams Maritima Polis och Folkmarinen. Med Vietnams långa kust och inlandsfarvatten, Röda floden och Mekongfloden behövde kustbevakningen byggas ut. De fartyg som den Marina polisen disponerade klarade inte av kraftiga vindar till sjöss. Marinen överförde flera ryskbyggda fartyg och patrullbåtar för kustbevakningsuppdrag. Vietnam Coast Guard bildades den 7 april 1998 på order av president Tran Duc Luong

## Verksamhet

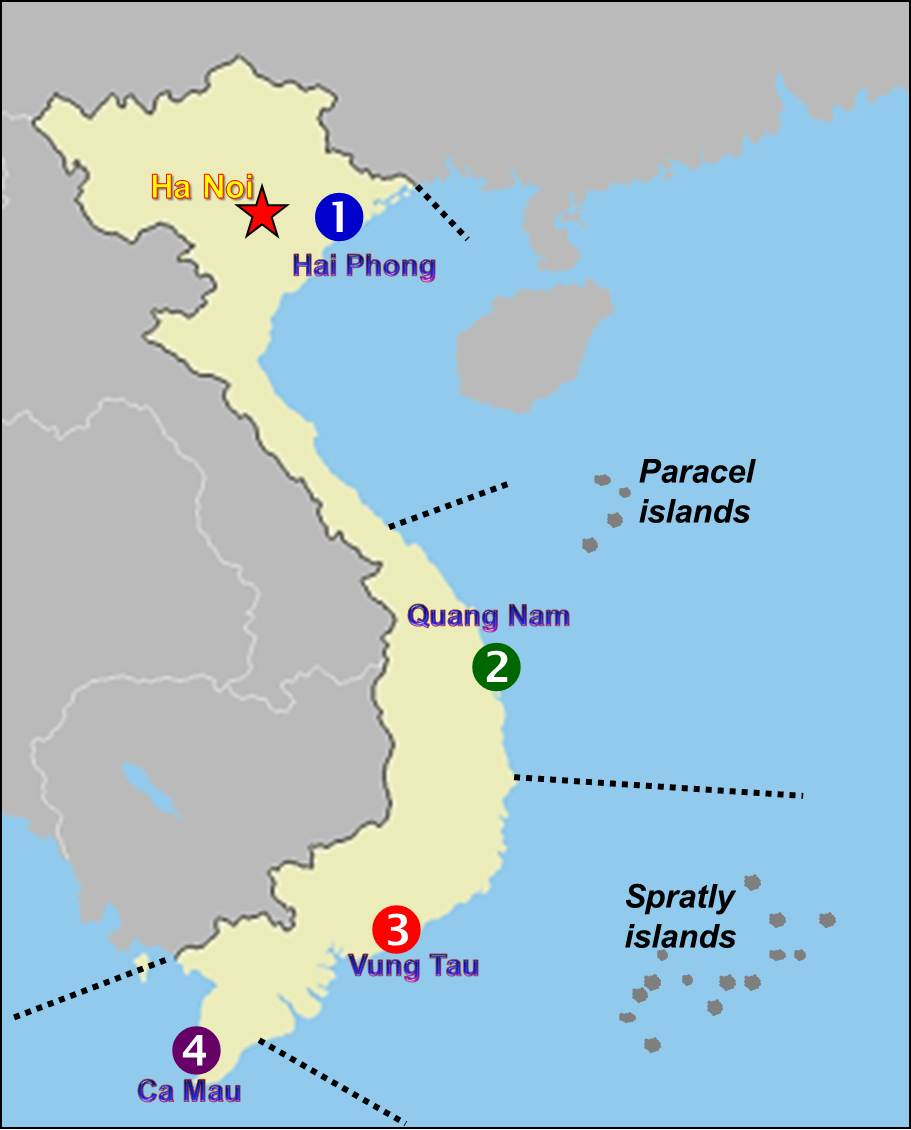
Vietnams kustbevakningsregioner

Kustbevakning skall skydda och ansvara för säkerheten vid Vietnams kust, vilket innebär följande uppdrag:
- Förhindra människosmuggling
- Förhindra smuggling av droger
- Bekämpa terrorism
- Förhindra dumpning av radioaktivt och giftigt avfall
- Skydda den marina miljön
- Övervaka illigalt fiske
- Assistans till sjöss
- Sjöräddning
- Internationella uppdrag
- Delta i landets försvar tillsammans med vietnamesiska folkmarinen[2]

## Organisation
Kustbevakningens huvudkontor flyttade 2008 till Hanoi och operativ bas ligger kvar i Hai Phong.

### Regionala baser

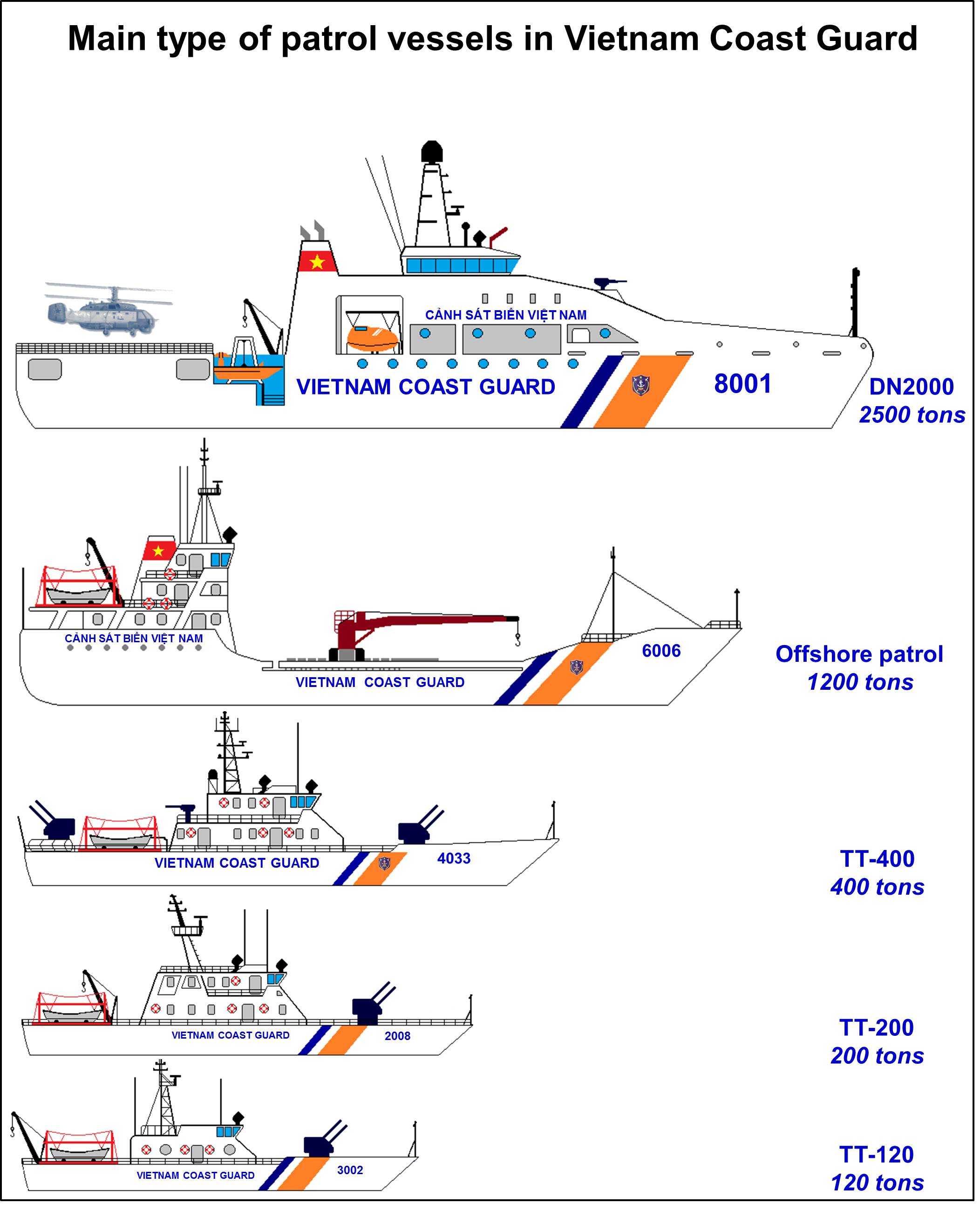
Main type of patrol vessels in Vietnam Coast Guard

- Region 1 från gränsfloden mot Kina och söderut, med bas i Hai Phong.
- Region 2 med bas i Quang Nam.
- Region 3 med bas i Vung Tau.
- Region 4 till gränsen mot Kambodja med bas i Ca Mau.

## Fartyg och spaningsflyg

### Fartyg
År 2009 träffades ett avtal mellan USA och Vietnam om samarbete för att modernisera VCG:s flotta. USA finansierade följande fartyg:
- Flera patrullbåtar av typ TT-400, den första levererades 2010.
- En större bogserbåt byggdes på Song Thu-varvet i Da Nang med plattform för dykare och utrustning för brandbekämpning, leverans 2011.
- Ett större fartyg på 2500 ton typ DN2000, leverans 2012.

I juli 2017 träffades ännu ett avtal med USA om leverans av ett ledningsfartyg i Hamilton-klassen och sex 45-fots snabba patrullfartyg.

### Spaningsflyg

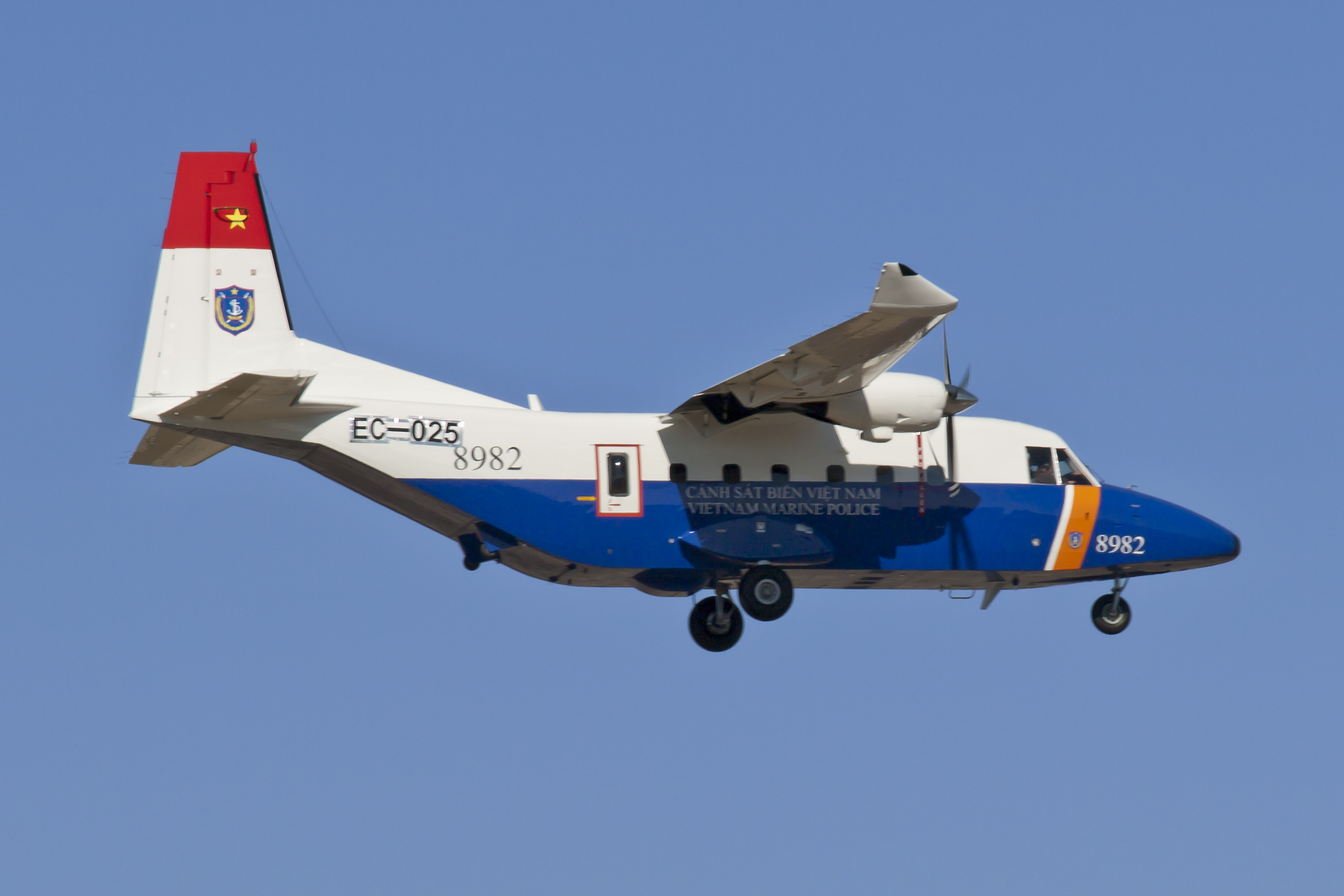
EC-025

VCG disponerar två spaningsflyg typ CASA C-212 och har beställt ytterligare tre plan.